# Eemhuis

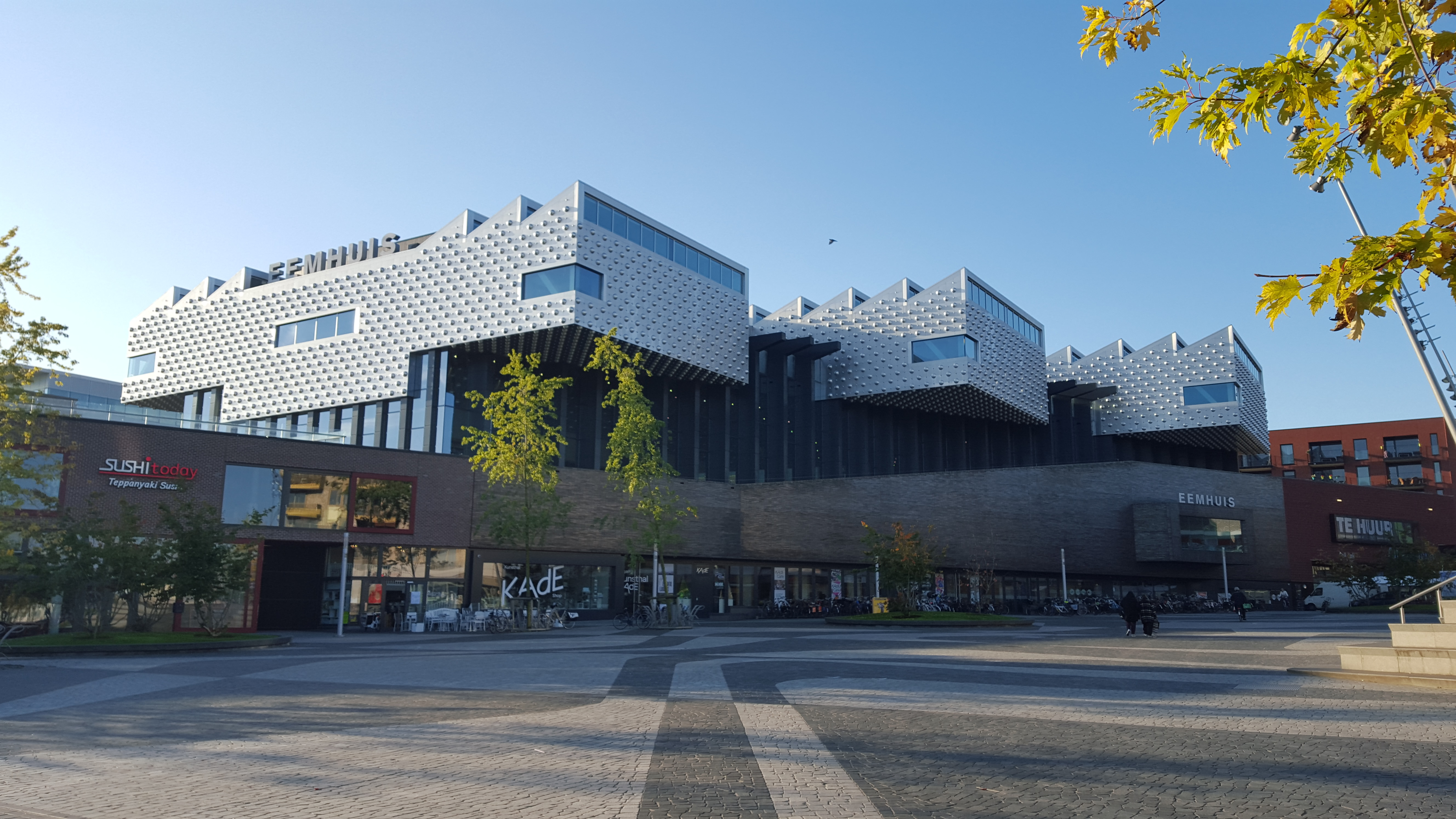
Buitenzijde gezien vanaf het Eemplein

Het Eemhuis is in de Nederlandse stad Amersfoort gebouwd om onderdak te bieden aan vier culturele instellingen. Bibliotheek Eemland, Archief Eemland, Scholen in de Kunst en Kunsthal KAdE zijn vanaf 1 mei 2014 samen gehuisvest in dit nieuwe pand aan het Eemplein. Aan de oever van de Eem is hier een uitbreiding van het historische stadshart van Amersfoort tot stand gekomen, waarvan het Eemhuis het meest opvallende element is. In het eerste jaar na de opening heeft het Eemhuis ongeveer 1 miljoen bezoekers getrokken.

## (Vier) partners
In het Eemhuis zijn vier Amersfoortse culturele instellingen gehuisvest:

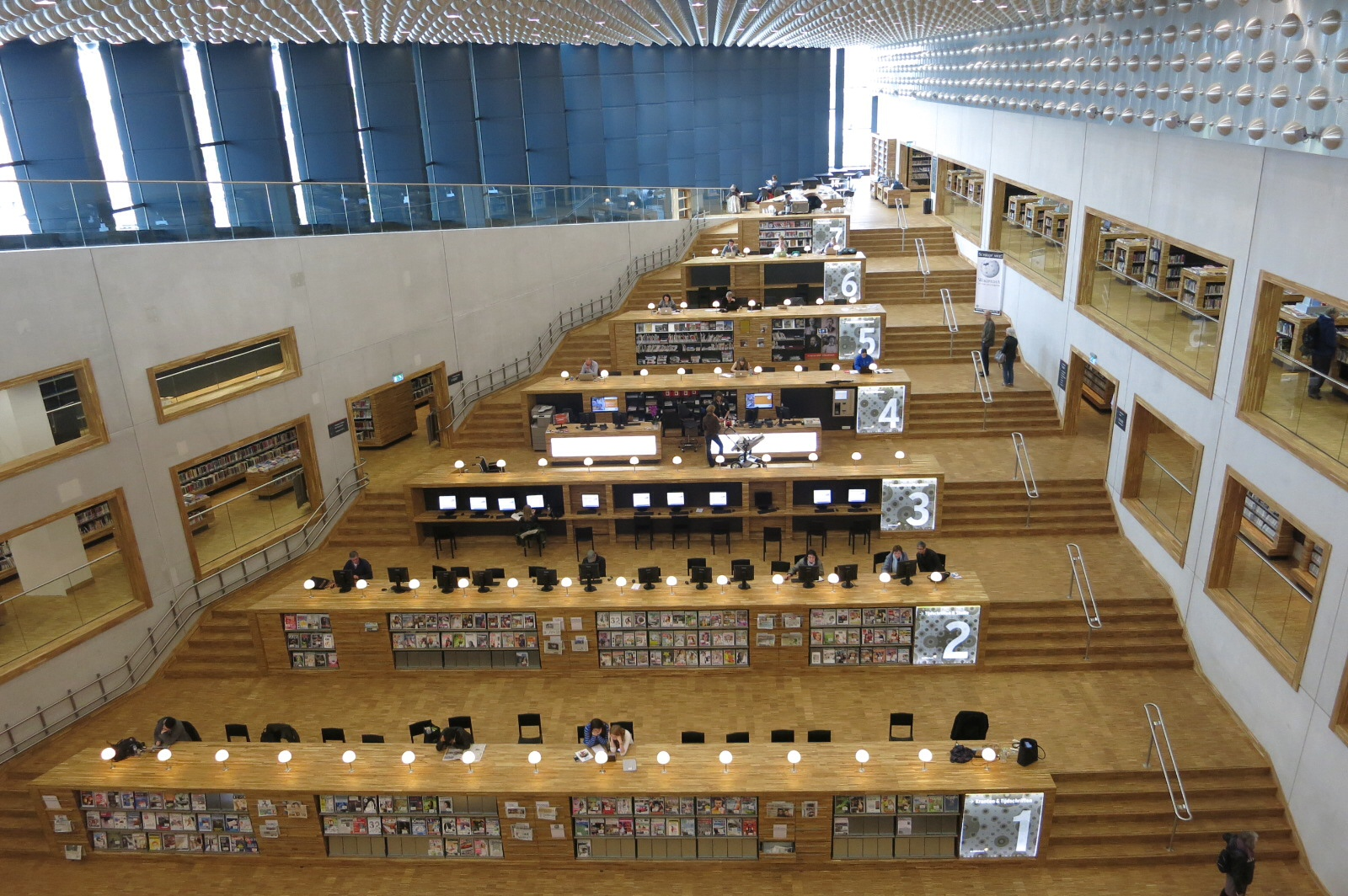
De terrassen van de leeszaal

- Bibliotheek Eemland vierde in 2013 haar 100-jarig jubileum. In die honderd jaar was de bibliotheek op verschillende plaatsen gevestigd. Van 1975 tot 2014 was de hoofdvestiging van de bibliotheek op de Zonnehof in Amersfoort. De nieuwe bibliotheek in het Eemhuis biedt, volgens de directeur, alles “wat tegenwoordig van een grote stadsbibliotheek gevraagd wordt. (...) Snel internet, goede koffie, studieplekken met en zonder apparatuur, deskundig en vriendelijk personeel. De kranten, tijdschriften, boeken, cd's en dvd's worden op een aantrekkelijke manier gepresenteerd.”[2]

- Archief Eemland is historisch informatiecentrum voor de gemeenten Amersfoort, Baarn, Eemnes, Leusden, Renswoude, Soest, Woudenberg. Het fungeert tevens als documentatie-centrum voor Kamp Amersfoort.

- Scholen in de Kunst is ontstaan uit de fusie van vijf kunst-educatieve instellingen in Amersfoort: Creatief centrum De Hof, de Regionale Muziek- en Dansschool, de Amersfoortse Culturele Raad, Dansschool Die Danserije en Theaterschool Mirakel. Daar is later Theaterschool Boemerang nog bij aangesloten. De geschiedenis van de muziekschool gaat terug tot 1883. Creatief Centrum De Hof werd in 1959 opgericht als gemeentelijk Instituut voor Beeldende Expressie. De andere scholen zijn van recentere datum. Het nieuwe Eemhuis biedt een voor het doel geoptimaliseerde behuizing en biedt tevens de kans om met minder middelen een duurzame en toekomstbestendige organisatie van de kunsteducatie in de regio vorm te geven.
- Kunsthal KAdE is opgericht in 2009, als opvolger van het tentoonstellingsgebouw De Zonnehof.

## Het gebouw
In 2005 werd door de gemeente Amersfoort het architectenbureau Neutelings Riedijk Architecten uitgekozen om een gebouw te ontwerpen voor vier gebruikers. De architect koos voor één gebouw, waarin de vertrekken van de verschillende gebruikers in elkaar overvloeien. Volgens de architect, Michiel Riedijk, moest het gebouw meer worden dan een mooie opslagplaats voor boeken. Hij gebruikt de term “publiek interieur”: “een verlengstuk van het Eemplein buiten, een podium voor stedelijke activiteiten en, bovenal, een ontmoetingsplek. 'Iedereen, ongeacht zijn leeftijd, inkomen of culturele achtergrond, moet zich hier welkom voelen', zegt Riedijk”.
De eenheid met de andere gebouwen aan het Eemplein werd bereikt door de “plint”, waarmee aangesloten wordt op de naastliggende gebouwen. Het Eemhuis springt eruit door de toepassing van aluminium bollen op de voorgevel. Deze bollen, die verwijzen naar het schild van Sint Joris, de patroonheilige van de stad Amersfoort, komen ook in het interieur van het gebouw terug.

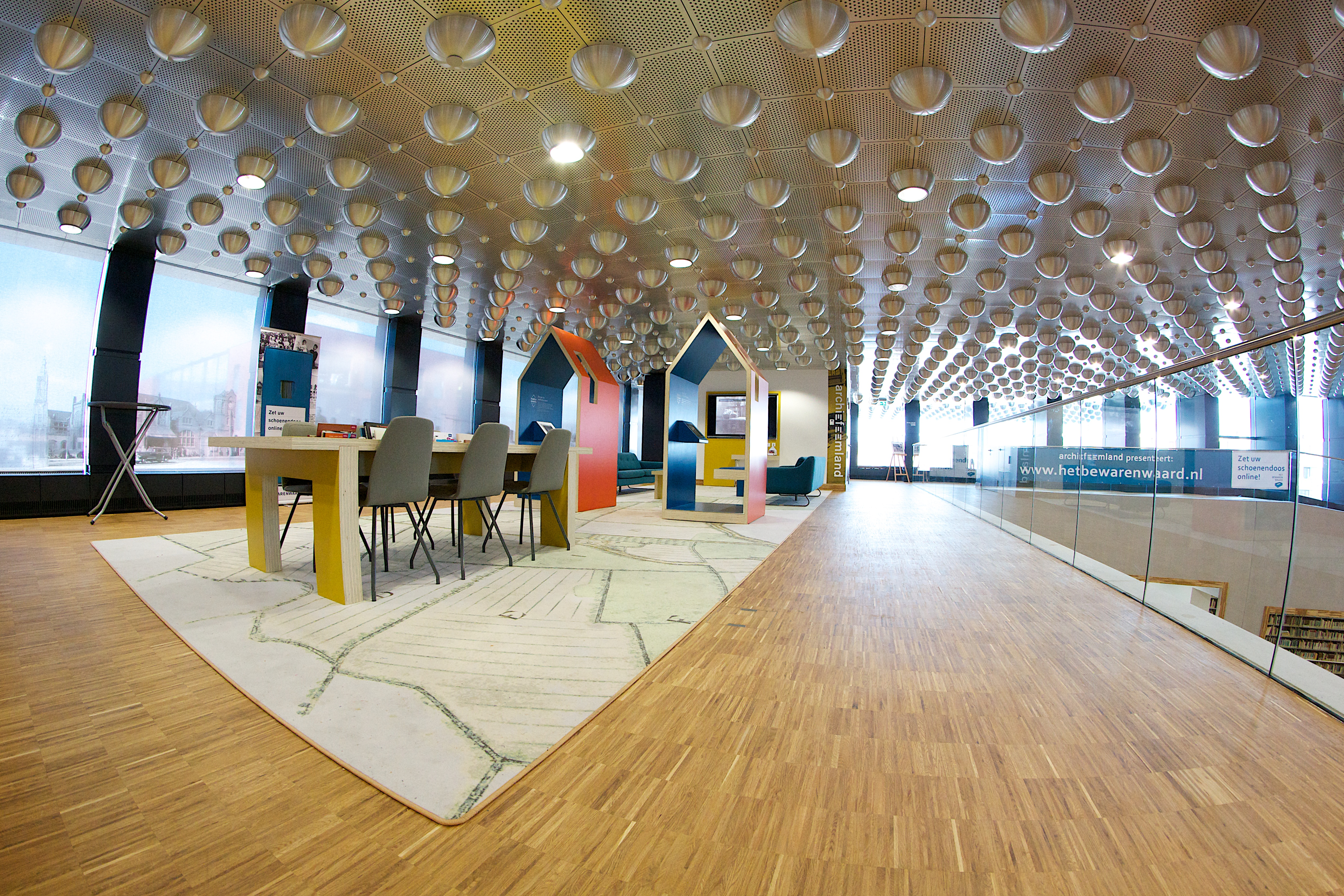
de archieflounge van Archief Eemland

Het depot van Archief Eemland bevindt zich midden in het gebouw op de derde verdieping. Architectonisch is dat niet voor de hand liggend, vanwege de vloerbelasting, klimaateisen en eisen van brandwerendheid. Maar de architecten wilden de begane grond als publieksruimte inrichten, en in de kelder was aanvankelijk een poppodium gepland. Het archief is nu “opgetild en hangt als een schatkist in de lucht” Een betonnen constructie zorgt voor voldoende draagkracht en dikke muren van beton en staal zorgen voor twee uur brandwerendheid.
Kunsthal KAdE bevindt zich op de begane grond en in de kelder. De kunsthal heeft als enige van de partners in het Eemhuis een eigen ingang (in verband met de entreeprijs). Hier bevindt zich ook KAdECafé.
De Bibliotheek Eemland heeft een vloeroppervlak van ruim 5500 m². De leeszaal in de centrale ruimte beslaat acht terrassen. Op de tweede verdieping bevindt zich een grote ruimte met een deel van de collectie, en op zowel de eerste als de tweede verdieping zijn in de nissen ook delen van de collectie ondergebracht.
De espressobar op de tweede verdieping, genaamd De Draak is sinds april 2017 in beheer van de bibliotheek.
Scholen in de Kunst is helemaal boven in het gebouw gehuisvest, op de vierde verdieping. Door het zaagtanddak is er veel daglicht. Dit dak is een verwijzing naar de fabrieken die in het voorafgaande industriële tijdperk het Eemkwartier vormden. De ligging van de ruimten van Scholen in de Kunst op de vierde verdieping zorgt voor voldoende rust en privacy. Op deze verdieping bevindt zich Café Bruis en expositieruimte Kunstplein.

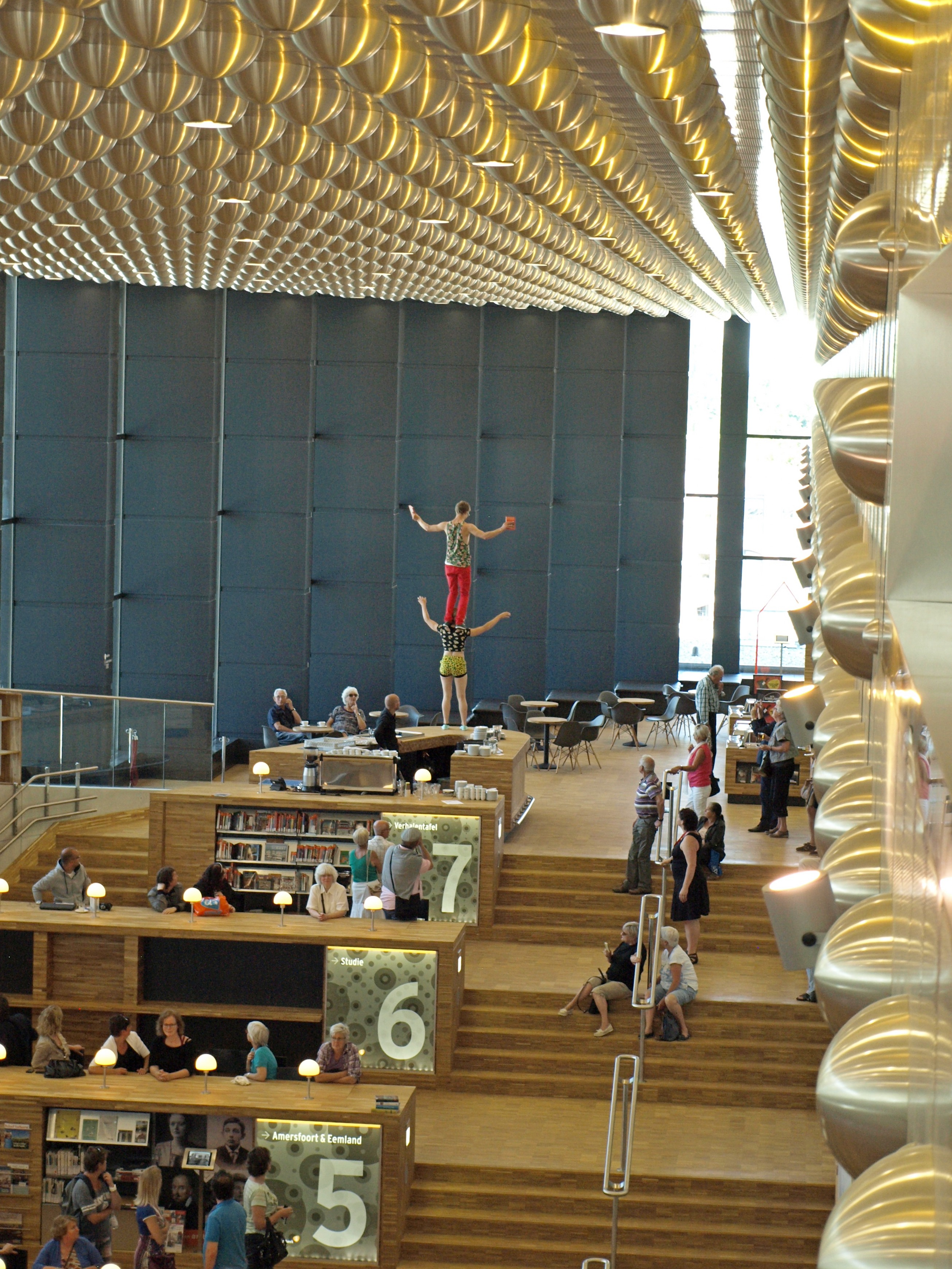
Artiesten treden op tijdens de opening van het Eemhuis op 12 juni 2014

## Politieke verwikkelingen
Vanwege de kostenoverschrijdingen bij de bouw van het Eemhuis besloot verantwoordelijk wethouder Barendregt op 2 september 2011 haar functie neer te leggen.  Oorspronkelijk zou ook poppodium De Kelder verhuizen naar het Eemhuis, maar in verband met financiële risico's werd hiervan afgezien. Kunsthal KAdE is op de plek van De Kelder gekomen.

## Openingsweek
Nadat vanaf mei de verschillende organisaties naar het Eemhuis verhuisd waren, werd in de week van 12 tot en met 19 juni 2014 de openingsweek gehouden. Er vonden rondleidingen plaats en er waren tal van activiteiten georganiseerd.